# Eglė, la reine des serpents
Eglė, la reine des serpents (lituanien : Eglė žalčių karalienė) est un conte lituanien. Il fut publié la première fois en 1837 par Jasewicz. Ada Martinkus en publia une version en français en 1905, republiée en 1989 par le Musée de l'homme.

## Résumé

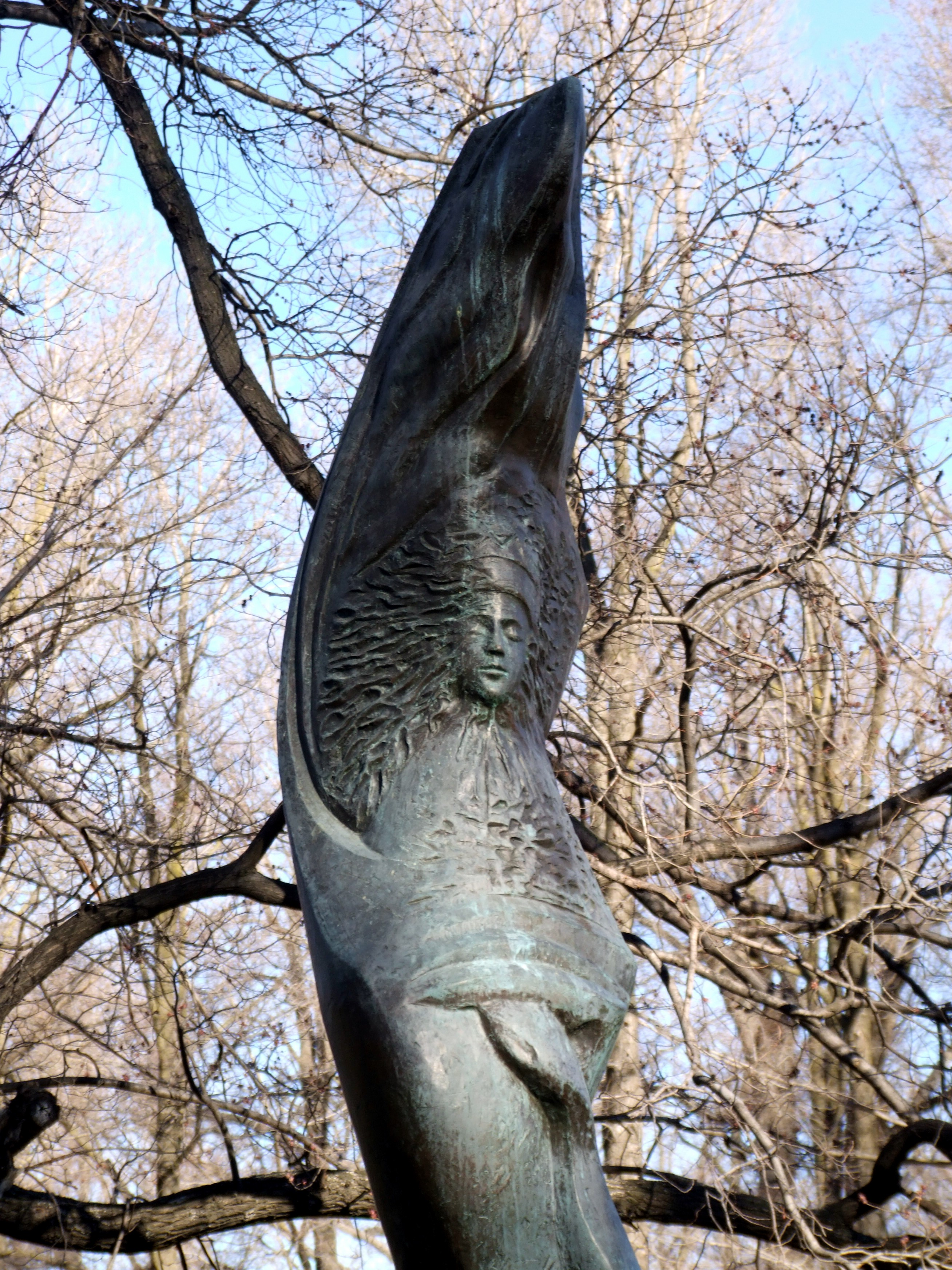
Statue d'Eglė dans le Glebe Park, Canberra de Canberra.

Après s'être baignée avec ses deux sœurs, Eglė découvre un serpent dans ses vêtements. Il n'accepte de s'en aller que si elle se promet à lui. Trois jours plus tard, des milliers de serpents viennent chercher la future épouse, mais ils sont piégés trois fois de suite par les proches d'Eglė qui la remplacent par une oie, un mouton puis une vache. Et, à chaque fois, un coucou les met en garde contre ce vilain tour. Finalement, les serpents, enragés, reviennent une dernière fois et emportent Eglė au fond de la mer auprès de leur maître.
Au lieu d'un serpent, Eglė rencontre son fiancé, le joli Žilvinas, roi des serpents. Ils vivent heureux ensemble et ont quatre enfants, jusqu'à ce qu'Eglė décide de retourner voir sa famille, contre l'avis de son mari. Pour retourner chez elle, elle doit accomplir trois taches impossibles : filer une quenouillée de soie sans fin, user des chaussures de fer et cuire une tarte sans ustensiles. Grâce aux conseils d'une sorcière, Eglé réussit et elle retourne voir ses parents avec ses quatre enfants. Ses parents ne veulent pas la laisser repartir au fond de la mer, et décident donc de tuer Žilvinas. Les enfants d'Eglė, menacés par ses frères, sont battus pour qu'ils leurs révèlent la formule secrète qui permet de rappeler Žilvinas. Les garçons gardent le silence et ne trahissent pas leur père, contrairement à leur sœur : 
« Žilvinas, cher Žilvinas
Si tu es vivant, écume de lait
Si tu es mort, écume de sang »
Les douze frères d'Eglė appellent Žilvinas et le tuent avec des faux.
Inquiète, Eglė appelle son mari, mais elle ne voit que de la mousse de sang sur la mer. Quand elle découvre que son mari est mort, en punition de cette trahison, elle se transforme elle et ses enfants en arbres : les fils deviennent des arbres forts (un chêne, un frêne et un bouleau) tandis que leur sœur est changée en peuplier. Quant à Eglė, elle se change en épicéa (en lituanien, « Eglė » est le nom de l'épicéa).

## Source de la traduction
- (en) Cet article est partiellement ou en totalité issu de l’article de Wikipédia en anglais intitulé « Eglė the Queen of Serpents » (voir la liste des auteurs).